# Нова Тиваида
Вижте пояснителната страница за други значения на Тиваида.
Нова Тиваида (на гръцки: Νέα Θηβαΐδα; на руски: Новая Фиваида), е руски православен общежителен скит на Света гора, подчинен на манастира „Свети Пантелеймон“. Разположен е върху планински склон над морето, югозападно от манастирите Зограф и Хилендар.

## История
Скитът Нова Тиваида е основан през 1880 г. от игумена на манастира „Свети Пантелеймон“ архимандрит Макарий. Тиваида е местност в Северен Египет около град Тива, люлка на монашеството, и е заселена с монаси по време на ранното християнство. Скитът бил създаден в местността Гуруня, в която имало много диви глигани – гуруни. По името на местността скитът започва да се нарича от гърците Гуруноскити. Десет години по късно на непристъпния склон израства голяма монашеска обител, в която живеят до 400 монаси. Построена е и съборна църква „Вси Атонски Светии“, осветена през 1883 г. и няколко сгради.
Скитът постепенно се разраства – построена е лечебница и още църкви: „Свети Пантелеймон“, „Свети Артемий“, гробищна църква „Света Троица“ (построена в 1891 г.), „Св. св. Петър и Павел“ (осветена на 27 юни 1891 г.)
През 1902 – 1914 г. се изгражда нова съборна църква „Успение Богородично“. Скитът претърпява сериозни разрушения по време на земетресението през 1905 г., но монашеското братство успява да възстанови повечето от пострадалите сгради.
През 1912 г. в Света гора настъпват брожения по повод идеите на един от схимонаха Иларион (Домрачев), изложени в книгата му „На горах Кавказа“, в която авторът описва своя личен молитвен опит, обръщайки особено внимание на мистичното съдържание на Божието име. Идеите на автора, впоследствие осъдени като еретични, се възприемат и в някои атонски обители, като разпространението на учението на отец Иларион започва именно от Нова Тиваида. След осъждане на учението, когато поддръжниците му са прогонени от Света гора, нова Тиваида отново запустява.
Нов тежък период за руското монашество в Атон следва след началото на Първата световна война и Октомврийската революция от 1917 г. Всякакви контакти с Болшевишка Русия са преустановени. В руските обители започва глад, монасите започват масово да напускат килиите и скитовете, включително и Нова Тиваида, като се опитват да намерят убежище в руския манастир „Свети Пантелеймон“. През 1920-те години, когато курсът на гръцката държава за елинизация на Света гора, създава допълнителни пречки за пристигането на нови руски монаси, започва да запада и самият Пантелеймонов манастир. Монасите от манастира изнасят от Нова Тиваида всичко ценно и изоставят скита на произвола на природните стихии. Част от сградите постепенно се превръщат в развалини.
Днес скитът бавно се възражда – с усилията на манастира Свети Пантелеймон през 2000 г. в него се заселват и живеят постоянно няколко монаси, провеждат се и строителни работи по възстановяване на храмовете и другите постройки. През август 2012 г. скитът е частично засегнат от голям пожар и като по чудо оцелява.